# Апотекар, блудница и велики доктор
Апотекар, блудница и велики доктор је југословенски филм из 1973. године. Режирао га је Јован Коњовић, а сценарио је писао Гаврил Венцловиц Стефановић.

## Улоге
| Глумац              | Улога |
| ------------------- | ----- |
| Маја Димитријевић   |       |
| Миодраг Радовановић |       |
| Виктор Старчић      |       |
| Љуба Тадић          |       |